# ポー平原

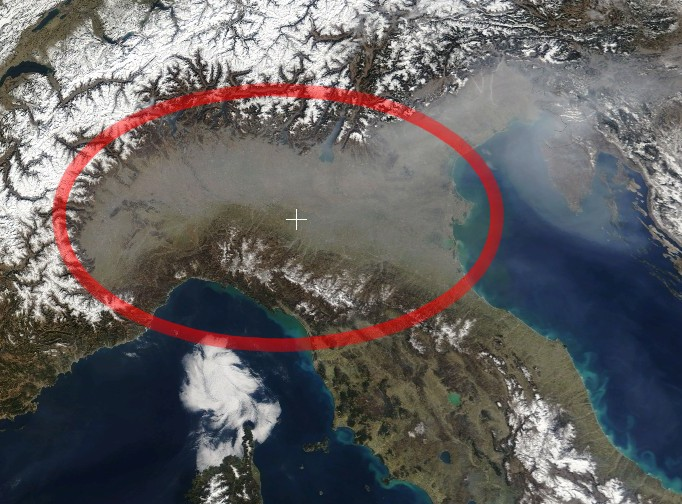
ポー平原

ポー平原（ポーへいげん、イタリア語:Pianura Padana、エミリア・ロマーニャ語:Pianûra Padâna、ロンバルト語:Pianüra Padana、ヴェネト語:Pianura Padana）は、イタリアの北部および中部の4州（ピエモンテ州、ロンバルディア州、エミリア・ロマーニャ州、ヴェネト州）にまたがるポー川流域の平野。面積は7万4970平方キロメートル。パダノ=ヴェネタ平野、パダーナ平原、パダーノ平原とも呼ばれる。アルプス山脈の山麓とアペニン山脈にはさまれ、東西に長く延びる平野で、肥沃な土地と水と交通の便が古くから豊かな農業地帯を誕生させ、多くの都市を育ててきた。現在もイタリア国内で最も経済活動の活発な地域となっている。
平野の北側はベルガモ、ブレシア、ヴェローナ、ヴィチェンツァの諸都市を結ぶ線、南側はアレッサンドリア、ピアチェンツァ、パルマ、モデナ、ボローニャ、リミニの諸都市を結ぶ線で囲まれ、その間を流れるポー川に沿ってパヴィア、クレモナ、マントヴァ、フェラーラなどの都市がある。これらの都市の多くは中世にコムーネを形成した伝統的な都市で、ポー平原においてはこうした諸都市が周辺の農村部を合わせてそれぞれに固有の地域世界をつくっているのが特徴である。
トリノおよびキヴァッソ付近のポー川沿いの丘陵地のコッリーナ・トリネーゼ、ポー川中流域および河口のポー川デルタはそれぞれユネスコの生物圏保護区に指定されている。

## 近代工業と大規模農業
ポー平原西部（ポー川上流）にはトリノやミラノなど大工業地帯があり、最下流のアドリア海に面した一帯は低湿地で、河口付近にはデルタが形成されている。ローマからみてポー川の手前側（右岸）をチスパダーノ、向こう側（左岸）をトランスパダーノと分ける呼び方もあり、18世紀末のナポレオン・ボナパルトのイタリア遠征に続く一時期、チスパダーナ共和国とトラスパダーナ共和国が樹立されたこともある（後のチザルピーナ共和国）。
ポー平原のピエモンテ州、ロンバルディア州の地域は、18世紀から19世紀にかけて灌漑施設が整備されて牧草栽培と家畜飼育が進み、穀作と酪農の混合農業が発達した。この地域では稲作経営が多くみられ、水田の草取りには季節雇いの女性労働者が使われた。モンディーナと呼ばれるこの女性労働者層は、最近までポー平原の社会生活に大きな位置を占めていたが、機械化と除草剤の使用につれてしだいに姿を消していった。ロンバルディア南東部からエミリア＝ロマーニャ州にかけてがポー平原の中心部に当たるが、ここでも穀物生産と酪農経営が発達し、各種のチーズやハムの産地として知られる。また、テンサイ、トマト、果樹などの栽培と関連して製糖業や食品加工業も盛んである。
19世紀以来ポー平原では農業労働者を雇用しての大規模農業経営が支配的で、農場には雇農の住居、家畜飼育所、脱穀やチーズ・バター製造のための諸作業施設、貯蔵倉庫などを1ヵ所に集中したカシーナと呼ばれる経営基地が存在した。同じ大農経営でも南イタリアやシチリアでは、こうした施設が農場に設営されることはなく、この点は両地方の大農経営の性格の違いを端的に表している。

## 「赤いベルト」の前史
ポー平原の歴史は、上記諸都市が周辺農村部を合わせて形成しているそれぞれに固有の地域世界の歴史と結びついているが、現代史の問題としては、大衆的なファシズム運動がこの地帯で最初に成立したことが重要視されている（ファシズムの項目も参照して欲しい)。
19世紀末から20世紀初めにかけて、ポー平原の農業労働者はレーガと呼ばれる組織を地域ごとに結成して、農業家（大地主、大農経営者）に対する経済闘争を進めた。レーガは単に労働組合としての性格にとどまらず、日常生活の場での労働者の結びつきを強める役割も果たした。一方、イタリアの社会主義運動はポー平原の農業労働者を最大の基盤として発展し、同じ時期に社会党の支配する地方自治体が多く誕生した。さらに、労働会議所、協同組合、職業斡旋所、文化サークル、民衆集会所などが相次いで設立され、強力な活動を展開した。このようにしてポー平原には社会主義が強まるが、ここでの社会主義はポー平原におけるそれぞれの地域世界ごとに、地域世界内部の運動として進んだことが特徴的であった。いわば自治体社会主義と呼びうる性格で、地域世界に個別に根を下ろして、外への広がりを示さなかった。
イタリア社会党とレーガによる地域支配は第一次世界大戦後にいっそう強まる傾向をみせたが、まさにその時点で暴力的なファシズム運動が登場して、この地帯の社会主義を徹底的に破壊することになる。ポー平原が大衆的なファシズム運動の最初の舞台となったのは、このような事情によっている。そして、自治体社会主義に取って代わったファシズムもまた、ポー平原における地域世界の存在を重視して、地域ごとの支配を続けた。
ファシズムの崩壊した第二次世界大戦後、ポー平原は再び社会主義勢力の強い地帯となり、とくにエミリア・ロマーニャ州は隣接するトスカーナ州と並んで「赤いベルト」を形成した。1976年に発表されたベルナルド・ベルトルッチの映画『1900年』は、季節のめぐりの中で生きる農業労働者の生活に視点を据えながら、社会主義とファシズムの闘争に彩られた20世紀のポー平原の歴史を興味深く描いている。

## ポー平原の文学
ポー川はイタリア最大の川であり、独特の風土、文化を育ててきたが、文学の面からみると、その流域、すなわちポー平原の文学は「シチリアの文学」や「メッツォジョルノの文学」に比べると、地方の文学としての独自な輪郭と一貫した性格を持っていない。
豊かな穀倉地帯として経済的な力にも恵まれたエミリア・ロマーニャ州のなかでも、11世紀にイタリア最古の大学の誕生をみたボローニャは、以来、イタリア半島の学芸の一大中心地となった。13世紀にはダンテが師と仰いだグイード・グイニツェッリ、散文では俗語散文の開拓者グイード・ファーバ（ファーヴァ）が登場し、14世紀にはダンテの『神曲』解釈が盛行し、異端の詩人・天文学者チェッコ・ダスコリ、寓意詩人の聖職者フェデリコ・フレッツィらをボローニャは輩出した。コムーネの時代を迎えると諸侯の宮廷にいわゆるルネサンスの文化が咲き誇り、ポー川流域ではエステ家を擁するフェラーラとゴンザーガ家のマントヴァが文化的に優位に立った。特筆すべきはフェラーラの騎士物語叙事詩の伝統であり、ボイアルドからアリオストの『狂えるオルランド』に至ってそれは頂点を極めた。アリオストの後、宗教改革に対する反動の時代に流浪の生涯を送った詩人タッソも、その創作歴のなかでフェラーラおよびマントヴァに大きな足跡を印している。
つづいてマリーノの優美な詩が一世を風靡したバロックの時代には、ボローニャやモデナにマリニズモの詩人たちが輩出し、アルカディアの時代に目を移すとともにモデナのエステ図書館に勤めた2人の博学者ムラトーリとティラボスキの広範な業績が光る。ロマンティシズムの時代にはみるべき営為がなかったが、19世紀後半から20世紀初頭にかけて相次いでボローニャ大学の教壇に立った2人の巨星、カルドゥッチとパスコリが登場し、華やかな文学活動を行った。現代文学では、大河に生きる人びとの姿に重ねてイタリアの現代史を描いたリッカルド・バッケッリの長大な歴史小説『ポー河の水車小屋』が挙げられる。また戦後文学では、フェラーラに腰を据えて抒情性あふれる小説群を書きつづけるジョルジョ・バッサーニの存在が上げられる。